# Fliegermorde (Borkum)

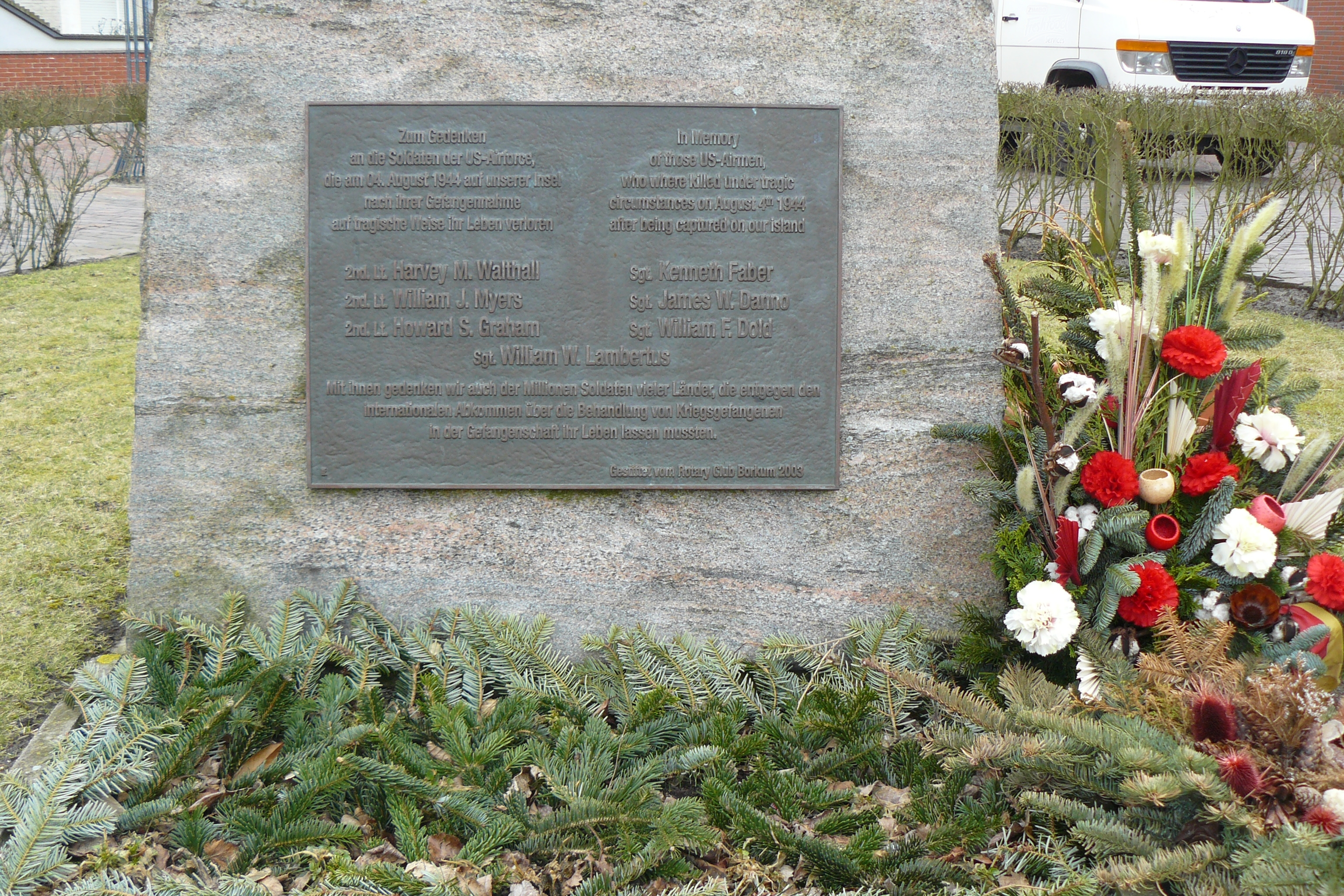
Gedenktafel für die Besatzung der B-17

Als Fliegermorde wird ein im Zweiten Weltkrieg auf der ostfriesischen Insel Borkum verübtes Kriegsverbrechen bezeichnet, bei dem nach der Notlandung einer Boeing B-17G („Flying Fortress“) alle sieben gefangen genommenen US-amerikanischen Besatzungsmitglieder ermordet wurden.

## Geschichte

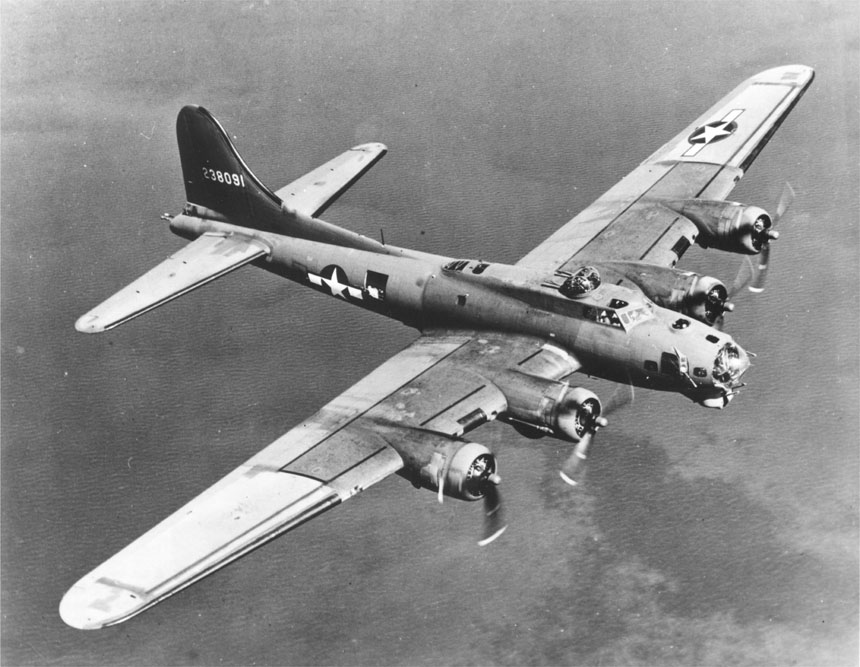
Bomber vom Typ Boeing B-17G

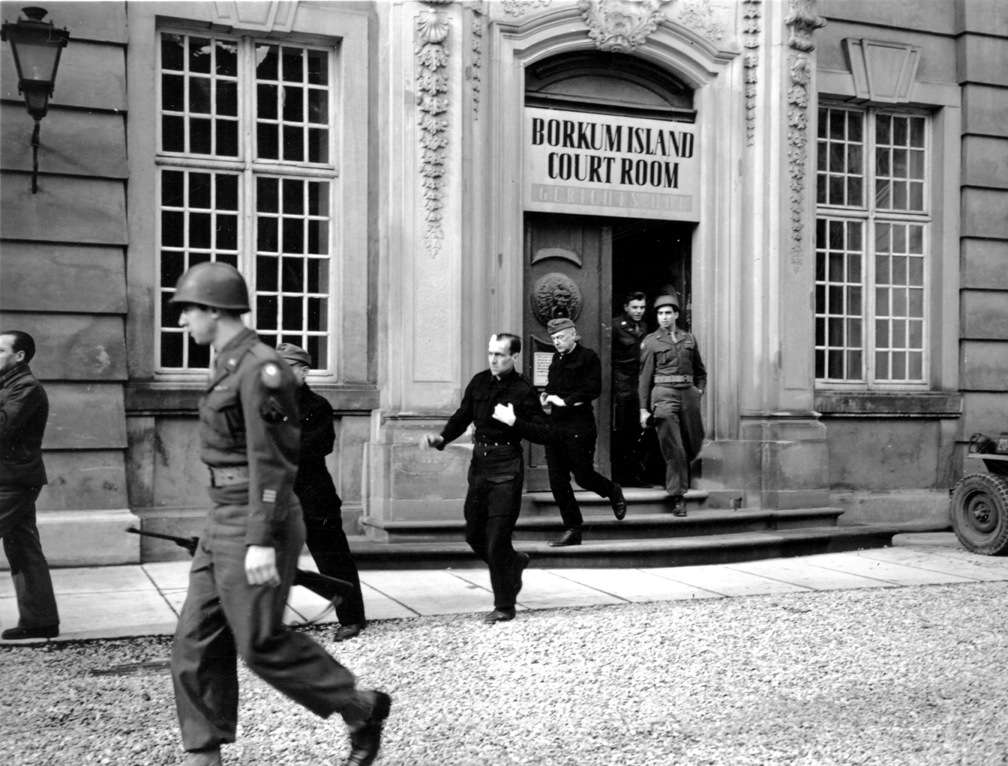
„Borkum Island Court Room“ in Ludwigsburg

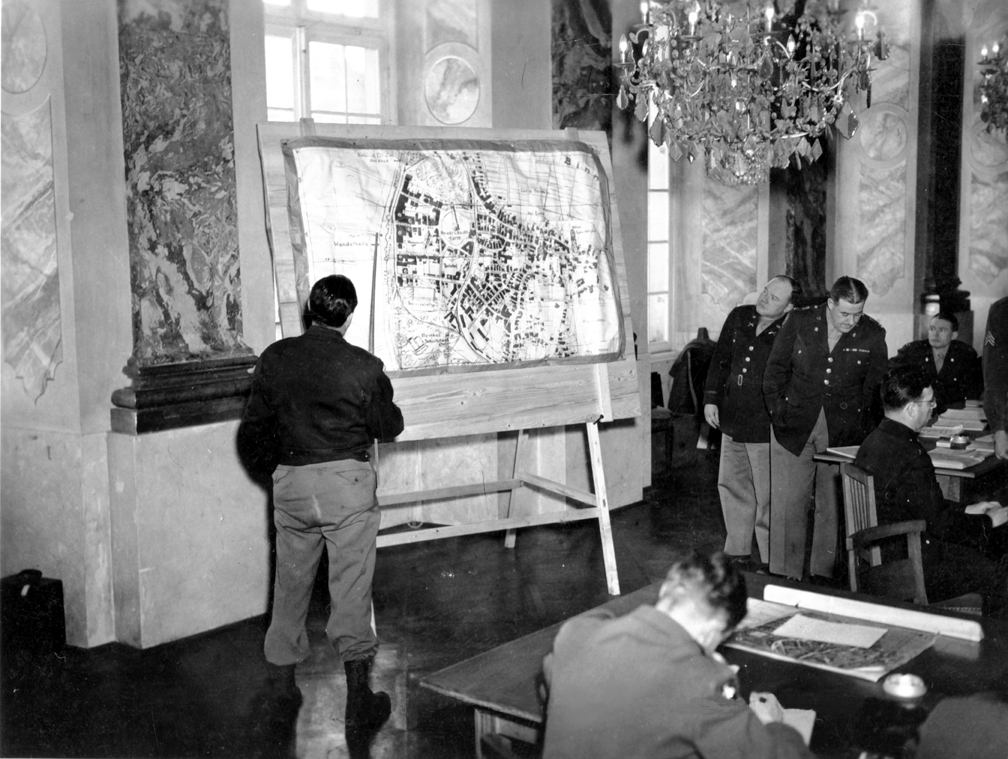
Anhand des Stadtplans von Borkum werden die Ereignisse im Gerichtsprozess nachvollzogen

Am 4. August 1944 musste ein amerikanischer Bomber vom Typ Boeing B-17G („Flying Fortress“) der 486. Bombardement Group der United States Army Air Forces (USAAF) auf dem Muschelfeld am Nordstrand von Borkum notlanden. Die beim Anflug auf das Deutsche Reich ohne Feindeinwirkung schon beschädigte Maschine (Kollision in der Anflugformation) war zuvor durch Flakfeuer von auf der Insel Borkum stationierten deutschen Truppen getroffen worden. Die Maschine gehörte zu einer Bomberflotte von insgesamt 181 B-17-Bombern, die zuvor Ölraffinerien in Hamburg und Städte im Norden des Deutschen Reiches bombardiert hatten. Sieben amerikanische Besatzungsmitglieder wurden unmittelbar nach der geglückten Notlandung gefangen genommen.
Die Kriegsgefangenen, von denen sich einer während der Notlandung verletzt hatte, wurden zur „Batterie Ostland“ gebracht. Der damalige Kommandant des Abschnitts Borkum Fregattenkapitän Kurt Goebell, der daraufhin persönlich in der „Batterie Ostland“ erschien, entschied, die Kriegsgefangenen entgegen geltendem Recht zu Fuß durch den Ort Borkum zum Seefliegerhorst Reede zu schicken und nicht, wie eigentlich üblich, sofort der deutschen Luftwaffe zu übergeben.
Die Kriegsgefangenen marschierten daraufhin in einer Reihe und einem Abstand von etwa sechs bis sieben Meter mit erhobenen Händen in Richtung Zentrum von Borkum. Jedem Kriegsgefangenen wurde ein Wachposten zugeteilt. Der sie begleitenden Wachmannschaft wurde ausdrücklich eine Weisung von Reichspropagandaminister Joseph Goebbels unterbreitet, die besagte, dass die Wachen bei eventuellen Übergriffen durch die deutsche Zivilbevölkerung auf diese „angloamerikanischen Terrorflieger“ (damaliger Sprachgebrauch) nicht einzugreifen hätten.
Bei einer zufälligen Begegnung mit Männern des Reichsarbeitsdienstes (RAD) kam es zu ersten Übergriffen auf die Kriegsgefangenen. Diese mussten durch ein Spalier von RAD-Männern laufen, die mit Schaufeln und Fäusten auf sie einschlugen. Zu weiteren Übergriffen kam es im Ort Borkum, auch durch Zivilpersonen, die durch Zurufe durch den damaligen Bürgermeister ermuntert wurden. Am Rathaus von Borkum stürzte einer der Kriegsgefangenen und wurde daraufhin von Mitarbeitern des dort stationierten „Sicherheits- und Hilfsdienstes“ (SHD) versorgt. Noch während der am Boden liegende Kriegsgefangene versorgt wurde, geriet die Situation völlig außer Kontrolle. Ein zur Bewachung von französischen Kriegsgefangenen eingesetzter und zufällig anwesender Obergefreiter des Heeres schoss mit seiner Pistole auf den am Boden liegenden Amerikaner, ohne dass die begleitende Wachmannschaft eingriff. Der angeschossene Kriegsgefangene wurde in das Gebäude des SHD gebracht, wo er eine Stunde später an den Folgen der Schussverletzung verstarb.
Die anderen Kriegsgefangenen hatten vorher ihren Weg in Richtung Reede fortgesetzt. Der Obergefreite folgte den Gefangenen und holte sie kurze Zeit später, während einer Rast, wieder ein. Wachmannschaften und Kriegsgefangene standen dabei getrennt in zwei Gruppen, der Obergefreite wandte sich den Amerikanern zu und begann sie nacheinander durch Kopfschuss zu erschießen. Einem Flüchtigen folgte er und erschoss auch diesen. Auch hier griffen die Wachmannschaften nicht ein.
Der Obergefreite stellte sich unmittelbar nach der Tat bei seinem Vorgesetzten. Als Begründung für seine Tat führte er Rache für den Tod seiner Familie durch Bomberangriffe an. Auch der Leiter der Wachmannschaft erstattete sofort bei seinem Vorgesetzten Bericht, behauptete aber im Gegensatz zum Täter, dass alle Kriegsgefangenen durch die Zivilbevölkerung erschlagen worden seien. Damit versuchte er das Nichteingreifen der Wachmannschaft, vermeintlich gerechtfertigt durch die Weisung von Propagandaminister Joseph Goebbels, zu erklären. Am Folgetag wurde über den gesamten Vorgang eine Nachrichtensperre verhängt. Ausgestellte Totenscheine, die als Todesursache „Schuss in den Kopf“ angaben, mussten auf Anordnung in „Tod durch Schläge auf den Kopf“ geändert werden.

## Gerichtsprozess
In den Monaten Februar und März 1946 wurde 15 beteiligten Personen in Ludwigsburg der Prozess gemacht. Die beteiligten Personen wurden dabei der gemeinschaftlichen Verletzung der internationalen Kriegsrechte und der Verletzung der Genfer Konventionen angeklagt. Der Haupttäter konnte dabei nicht mehr verurteilt werden, da er nach der Tat in einer Bewährungskompanie an der Ostfront gefallen war. Bei diesem Prozess gab es fünf Verurteilungen zum Tode durch den Strang, einmal lebenslänglich, acht Haftstrafen zwischen 2 und 25 Jahren sowie einen Freispruch.

## Gedenken
Am 4. August 2003 wurde auf dem Platz mit dem Kriegerdenkmal für die Gefallenen des Ersten und Zweiten Weltkrieges der Insel Borkum ein zusätzlicher Gedenkstein zum Gedenken an die sieben ermordeten Mitglieder der Bomberbesatzung enthüllt. Bei der offiziellen Feierstunde waren zwei ehemalige Besatzungsmitglieder des Bombers anwesend. Diese beiden hatten überlebt, weil sie vor der Notlandung des Flugzeuges abspringen konnten.
Die Gedenktafel wurde vom Rotary Club Borkum gestiftet und trägt die folgende Inschrift:

„Zum Gedenken an die Soldaten der US-Airforce, die am 04. August 1944 auf unserer Insel nach ihrer Gefangennahme auf tragische Weise ihr Leben verloren.

2nd. Lt. Harvey M. Walthall

2nd. Lt. William J. Myers

2nd. Lt. Howard S. Graham

Sgt. Kenneth Faber

Sgt. James W. Danno

Sgt. William F. Dold

Sgt. William W. Lambertus

Mit ihnen gedenken wir auch der Millionen Soldaten vieler Länder, die entgegen den internationalen Abkommen über die Behandlung von Kriegsgefangenen in der Gefangenschaft ihr Leben lassen mussten.“

## Weitere Quellen
- Bundesarchiv Koblenz: Akte All Prov. 7/165-171 (Lagerungssignatur der Mikrofilme: FC 6259 P – FC 6265 P)
- Gerichtsakten (15 Seiten, Übersetzung von Silke Scheder) des US-Militärgerichts Dachau, Fall Nr. 12-489 (Borkum)